# Henk ten Cate
Henk ten Cate (ur. 9 grudnia 1954 w Amsterdamie) – holenderski trener i piłkarz grający na pozycji prawoskrzydłowego.

## Osiągnięcia

### Trener
Ajax Amsterdam
- Puchar Holandii: 2006/07
- Superpuchar Holandii: 2006, 2007

## Kariera piłkarska
Większą część piłkarskiej kariery ten Cate spędził w Go Ahead Eagles, w którym grał przez niemal 7 sezonów z przerwami. W barwach klubu z Deventer wystąpił w 139 meczach Eredivisie i zdobył dla niego 21 bramek. W roku 1980 był wypożyczony do kanadyjskiego Edmonton Drillers grającego w NASL, a w 1982 roku przez pół roku występował w drugoligowym Stormvogels Telstar. Karierę zakończył grając w Heracles Almelo w Eredivisie i wystąpił dla tego klubu w 19 meczach i zdobył 1 gola.

## Kariera trenerska
Po zakończeniu kariery piłkarskiej ten Cate został trenerem. Na początku nie odnosił większych sukcesów jako szkoleniowiec takich zespołów jak Go Ahead Eagles, Heracles Almelo czy amatorski FC Rheden. W 1995 roku został trenerem Sparty Rotterdam i w tym samym sezonie awansował z nią do finału Pucharu Holandii (porażka 2:5 z PSV Eindhoven). Po tym sukcesie zmienił pracę i został trenerem silniejszego Vitesse Arnhem, z którym w 1998 roku wywalczył 3. miejsce w Eredivisie. Potem na krótko trafił do niemieckiego KFC Uerdingen 05, a w 1999 roku zatrudniono Henka na stanowisku pierwszego trenera węgierskiego MTK Hungária Budapeszt, ówczesnego mistrza kraju. Ten Cate nie obronił jednak tytułu i po sezonie wrócił do Holandii i został szkoleniowcem drużyny NAC Breda. Z roku na rok zajmował coraz to wyższe miejsce z tym klubem: w 2001 – 9. miejsce, w 2002 – 6., a w 2003 – 4.
Latem 2003 po ostatnim sukcesie klubu z Bredy ten Cate został asystentem trenera FC Barcelona Franka Rijkaarda. Jako jego pomocnik w 2005 roku wywalczył mistrzostwo Hiszpanii oraz superpuchar, a rok później do drugiego mistrzostwa dołożył Puchar Mistrzów. W końcu latem 2006 zrezygnował ze stanowiska, które zajął rodak Johan Neeskens, a sam ten Cate poprowadził samodzielnie AFC Ajax. Jeszcze latem zdobył Superpuchar Holandii. amsterdamski klub doprowadził do gry zarówno w kwalifikacjach do Ligi Mistrzów, jak i Pucharu UEFA. Pod jego wodzą Ajax został wicemistrzem kraju oraz zdobył Puchar Holandii. Po słabych wynikach uzyskiwanych przez Ajax pod jego wodzą, 8 października 2007 roku zdecydował się odejść do Chelsea F.C. W londyńskim klubie będzie pełnił rolę asystenta trenera Awrama Granta. Dnia 29 Maja oficjalna strona Chelsea Football Club podała, że Ten Cate został zwolniony ze stanowiska asystenta managera. Zakontraktował go Panathinaikos. Z ateńskim klubem podpisał dwuletni kontrakt. Na nowym stanowisku zastąpił Jose Peseiro, który zrezygnował z prowadzenia Panathinaikosu w maju.